# Aneta Szczepańska
Aneta Maria Szczepańska (Włocławek, 20 agosto 1974) è un'ex judoka polacca vincitrice di una medaglia d'argento ai Atlanta 1996.

## Palmarès
| Anno | Manifestazione | Sede     | Evento | Risultato | Note |
| ---- | -------------- | -------- | ------ | --------- | ---- |
| 1995 | Mondiali       | Chiba    | 66kg   | Bronzo    |      |
| 1996 | Olimpiadi      | Atlanta  | 66kg   | Argento   |      |
| 2004 | Europei        | Bucarest | 63kg   | Argento   |      |